# ドラコラプトル
ドラコラプトル（学名：Dracoraptor）は、約2億100万年前から約1億9900万年前にあたるヘッタンギアン期のウェールズに生息していた、新獣脚類に属する恐竜の属。2014年にイギリスのブルーリアス累層から発見され、2016年にイギリスの古生物学者デイヴィッド・マーティルらによりタイプ種 Dracoraptor hanigani が命名された。

## 発見と命名

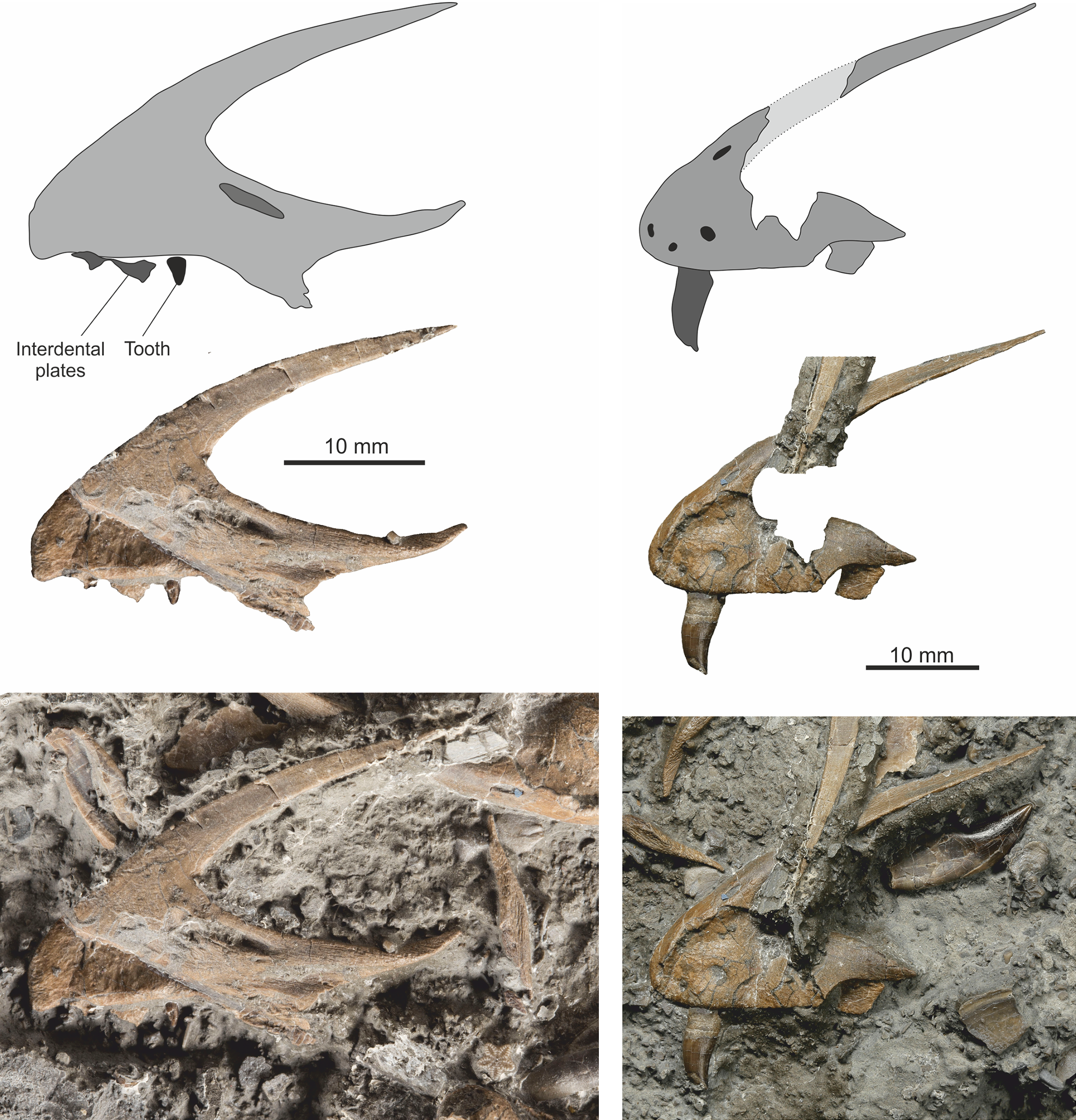
左右の前上顎骨

ドラコラプトルの最初の化石は2014年にウェールズの町ペンアルスの近くで発見された。2014年3月にアマチュア古生物学者兄弟のニック・ハニガンとロブ・ハニガンがラバーノックで魚竜化石を探していたところ、崖の断面の高さ7メートル地点に由来する恐竜化石の入った転石を発見した。マンチェスター大学のジュディス・アダムスとフィリップ・マニングが化石のX線撮像とCTスキャンを行った後、化石はカーディフ国立博物館に寄付され、クレイグ・チバースとゲリー・ブラックウェルがクリーニングなどの作業を担当した。2015年には発掘地で学生サム・デイヴィスが足の骨を含む追加の岩石を発見した。
タイプ種 Dracoraptor hanigani は2016年にイギリスの古生物学者デイヴィッド・マーティルとスティーヴン・ヴィドヴィック、シンディ・ハウウェルズ、ジョン・ナッズが記載・命名した。属名はウェールズの伝承である赤い竜にちなんでラテン語で「ドラゴン」を意味する draco と「泥棒」「略奪者」を意味する raptor からなり、種小名は発見したハニガン兄弟への献名である。
ホロタイプ標本 NMW 2015.5G.1–2015.5G.11 はイギリスのブルーリアス累層の下部ブル・クリフ部層で発見された。より厳密には、標本が由来した層はジュラ紀のアンモナイトであるプシロセラスの初出現の下にあり、かつT-J境界を代表するペーパー頁岩の直上に位置する。地層の年代は2億130万年前±20万年の最初期ヘッタンギアン期にあたる。
ホロタイプ標本は頭骨の備わった断片骨格である。含まれている骨には両前上顎骨・両上顎骨・複数の歯・単一の涙骨・単一の頬骨・単一の後眼窩骨・単一の鱗状骨・単一の上後頭骨・両下顎の一部・舌骨らしき骨・2個の頸椎・頚肋・後方の脊椎・少なくとも5個の前方の尾椎・血道弓・肋骨・腹肋骨・左前肢の下部・叉骨・両恥骨・左座骨・右大腿骨・脛骨・腓骨の上部・左距骨・3個の足根骨・3個の中足骨がある。保存されている骨は骨格の約40%で、ウェールズ産の非鳥類型獣脚類恐竜としては当時最も完全な標本である。

## 特徴

大きさ比較

### 標徴形質
2016年、ドラコラプトルの固有派生形質が確立された。
- 左右の前上顎骨歯はそれぞれ3本。基盤的な特徴である。
- 頬骨は前方に上顎骨へ伸びる薄い枝を持つ。
- 骨質の外鼻孔は大型で、下へ伸びる薄い枝。
- 恥骨は前方に向き、座骨よりも遥かに長い。
- 第IV足根骨は上側に突起を持つ。

### 骨格

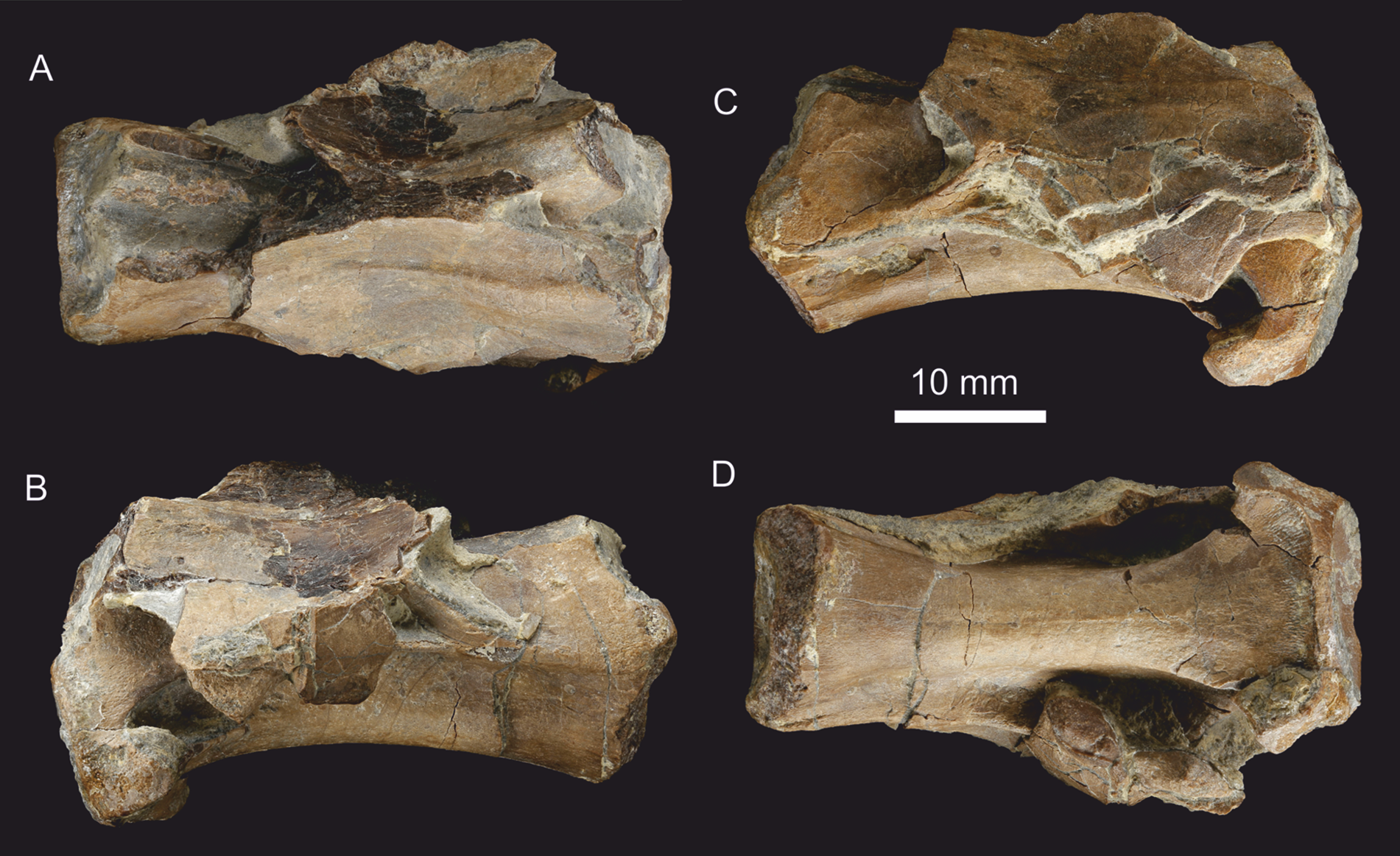
頸椎

吻部の先では左右の前上顎骨が非常に大型の鼻孔の前方を覆う。頭骨には片面につき3本の前上顎骨歯があり、上顎骨歯は少なくとも7本である。歯は湾曲しているかダガー状である。歯冠の縁は1ミリメートルあたり6 - 8個の突起があり鋸歯状構造を持つ。後縁で鋸歯状構造は根元まで伸びる一方、前縁ではより高い位置で終わる。歯の先端に向けてこれらの構造は徐々に小さくなる。上顎骨では浅い窪みにより前眼窩窓が区切られている。頬骨は真っ直ぐな下縁を持つ細い骨要素であり、涙骨方向に伸びてはいるが突出してはいない後方の枝に前方の枝が覆われている。涙骨は長方形に近く、中央部で細くなっている。

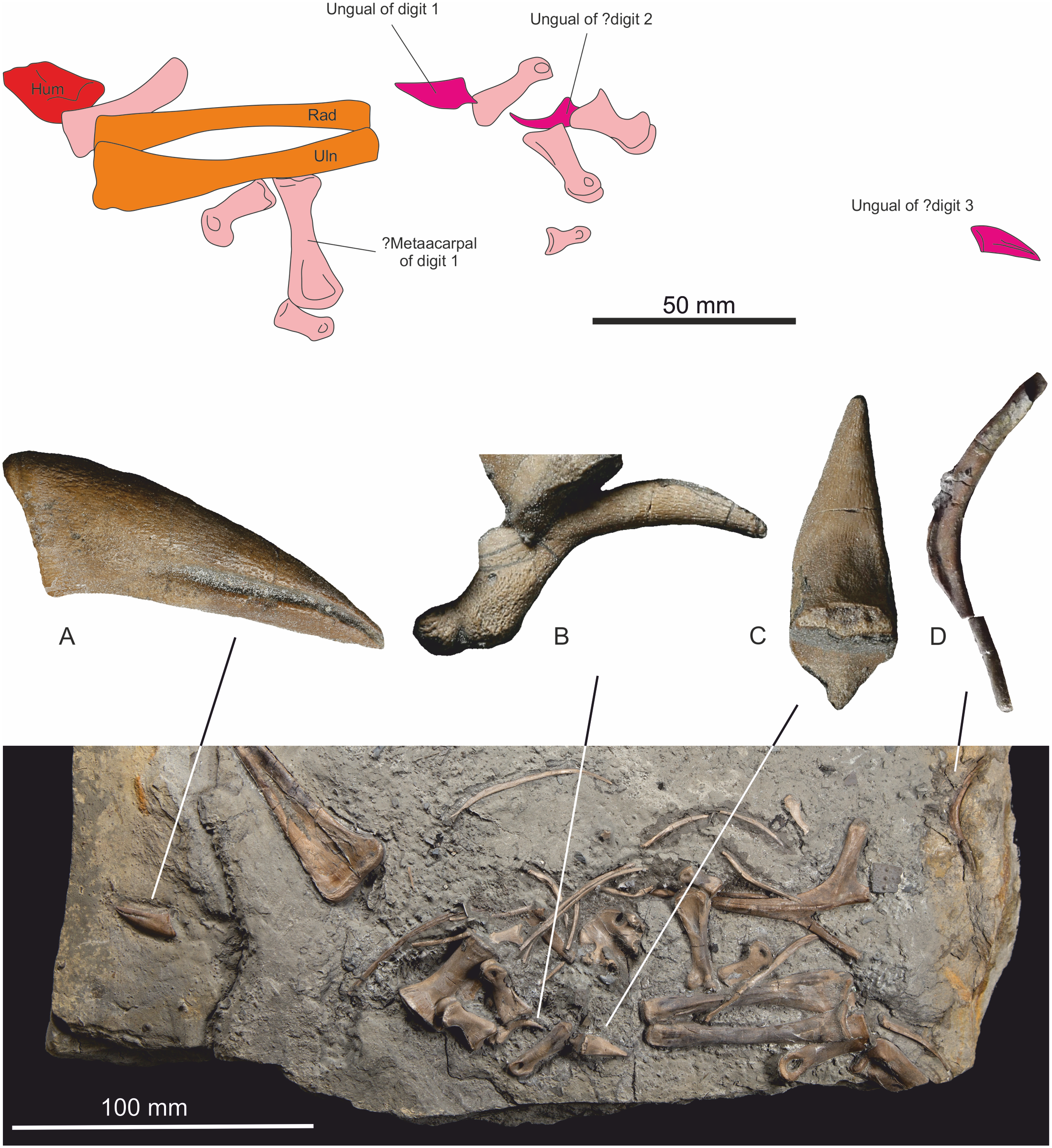
前肢と叉骨

頸椎は長く、後凹で、低い神経棘が伸びている。下側は僅かに窪んでおり、また断面は長方形をなす。前面では椎体がpleurocoelによる孔が開いており、気嚢が椎骨の中まで入るよう含気化している。尾椎には2つの平行なキールが下側にあり、前方に向かって縮小する。側方の突起は平たく広い。
また、ドラコラプトルは叉骨が報告されている。叉骨が初期の獣脚類化石から発見されることは稀であるが、セギサウルスやコエロフィシスで確認されている。尺骨と橈骨は約7センチメートルである。手を構成する骨は発見されているものの、どの指骨に該当するかは定かでない。
骨盤では、恥骨が212ミリメートル、座骨が129ミリメートルで、恥骨の方が座骨よりも遥かに長い。恥骨は前方に伸び、横から見るとその下端は前後に広がっている。座骨の上前端には長方形の閉鎖筋突起があり、座骨のシャフト部と閉鎖切痕を形成している。シャフトは下方、座骨の下部に向かって扇状に広がっている。
大腿骨では小転子の高さが大転子の約三分の二で、V字型の窪みで大転子と分かれている。第III中足骨は約116ミリメートルである。

## 分類

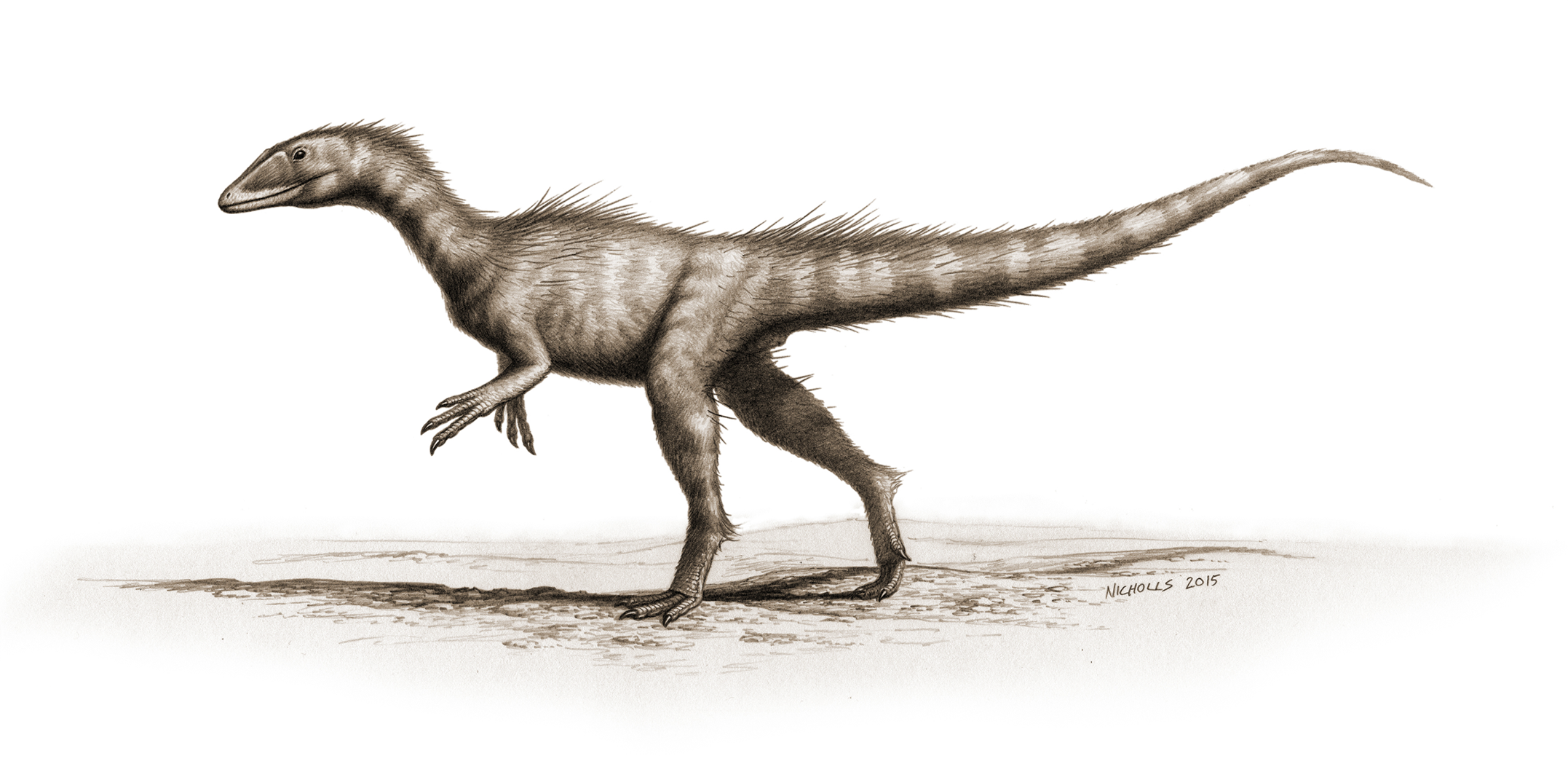
生態復元図

2016年の系統解析では、ドラコラプトルは新獣脚類の基盤的位置に位置付けられ、最も基盤的なコエロフィシス上科とされた。
ダコタラプトルの位置付けは様々な特徴から示唆されている。骨盤の構造からは恐竜のうち竜盤類であること、横に平たい歯からダガー状の獣脚類であることが分かる。前眼窩窓の周囲に浅い窪みがあること、頸椎のpleurocoelが前方に位置すること、そして座骨に閉鎖切痕があることからは新獣脚類に属することが示唆される。コエルロサウルス上科への位置付けはそれほど明確ではない。ドラコラプトルは涙骨に向いて丸みを帯びた頬骨の枝といった、明確に共有されるコエルロサウルス上科の共有派生形質が少ない。このため本属は解析で基盤的位置に置かれている。さらなるクリーニングや研究により系統に関して新たな情報がもたらされる可能性に期待が寄せられている。

## 古生物学

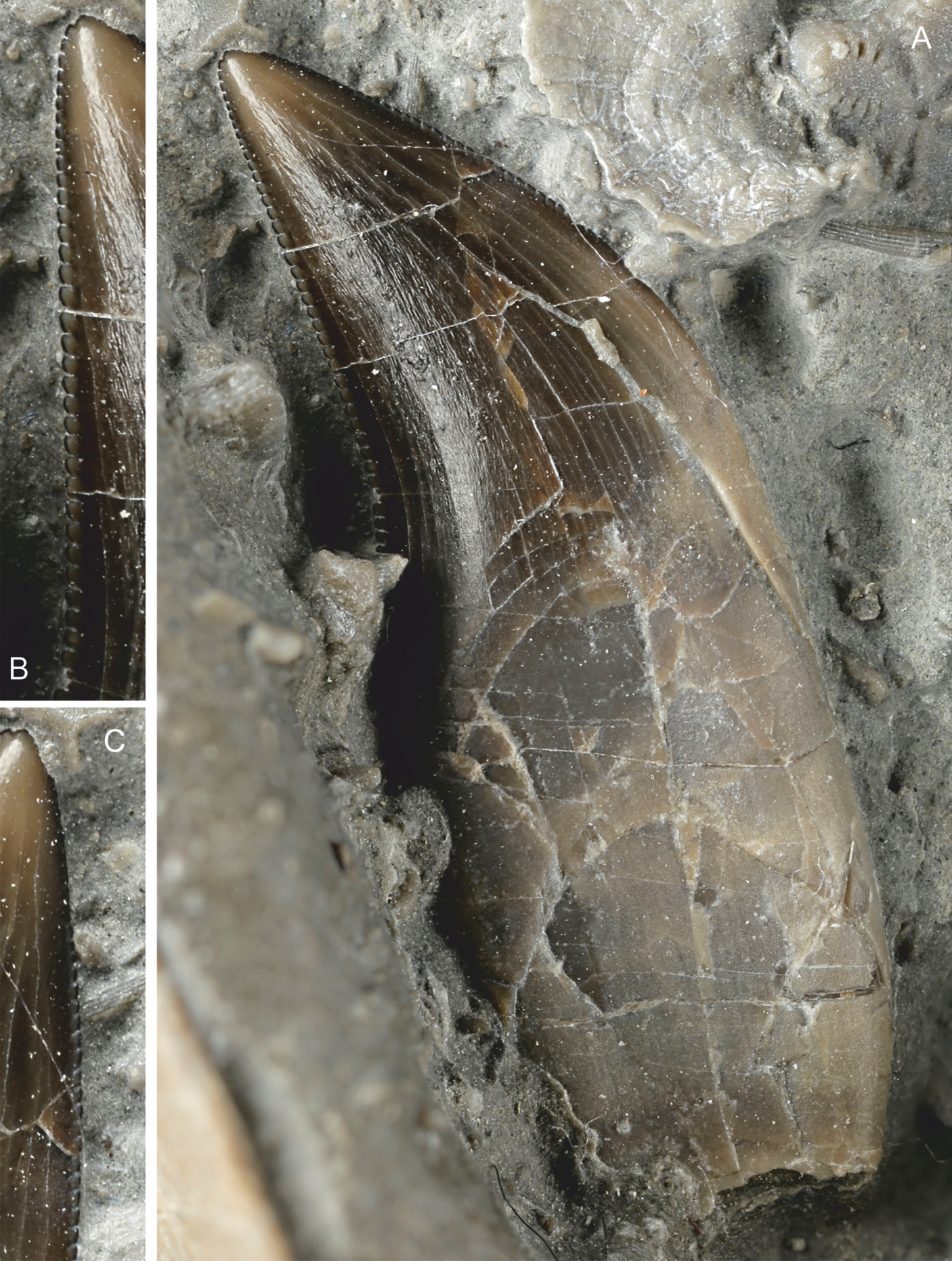
歯

三畳紀末の大量絶滅で地球上の約半分の種は絶滅した。大量絶滅によりそれまで地上で支配的な捕食動物であったラウィスクス類は絶滅し、代わりに動物食性の獣脚類が生態的地位を継いだ。
ドラコラプトルは尖った鋸歯状の歯を持ち、他の動物の肉を摂食していたことが示唆されている。しかし歯が1センチメートル程度と小さいことから、獲物は小型の脊椎動物であったとされる。前期ジュラ紀のサウスウェールズは温暖な浅海に小島が浮かぶ沿岸域であった。現在のラバーノックとなっている地域は沖合であったことから、ドラコラプトルの遺骸は島から海へ流されて北上したと考えられている。生態系に関する情報は得られないが、記載者たちは2016年に岸辺に生息する捕食動物あるいはスカベンジャーとして復元イラストを描いている。
ドラコラプトルは知られている中で最古のジュラ紀の恐竜である。ヴィヴィドック曰く、ドラコラプトルは『ジュラシック・パーク』や本やテレビ番組から知られている恐竜たちと三畳紀の大量絶滅を生き延びた恐竜のギャップを埋め始め、前期ジュラ紀に恐竜が多様化して生態的地位を豊かにしたことを示唆している。

## メディアでの登場
記載の前年である2015年9月、ドラコラプトルはイギリスのITVで放送されたドキュメンタリー番組『イギリス恐竜図鑑』の第2回に登場して番組を締め括った。同作ではドラコラプトルの記載論文執筆者の一人であるデイヴィッド・マーティルが出演し、既知のジュラ紀の恐竜では最古のものではないかと主張した。マーティルはドラコラプトルの形態について長い尾・華奢な体・細かく鋭い歯を挙げ、視力も高かったと説明した。また性質は非常に獰猛だったと語った。日本では2016年4月にNHK Eテレの『地球ドラマチック』枠で日本語版が放送された。